# Latimer (Iowa)
Latimer – miasto w Stanach Zjednoczonych, w stanie Iowa, w hrabstwie Franklin. W 2000 roku liczyło 535 mieszkańców.